# Moschus-Keton
Moschus-Keton ist eine chemische Verbindung aus der Gruppe der Ketone und aromatischen Nitroverbindungen.

## Eigenschaften
Moschus-Keton ist ein gelblicher Feststoff mit moschusartigem, pudrig, animalischen Geruch, welcher praktisch unlöslich in Wasser ist. Der Duft des künstlichen Riechstoffes Moschus-Keton kommt dem des natürlichen Moschus am nächsten. Moschus-Keton ist leicht löslich in Alkohol, Ether oder Benzol.

## Verwendung
Moschus-Keton wird als Riechstoff in Kosmetika und Konsumprodukten (Wasch- und Reinigungsmitteln, Duftverbesserern, Räucherstäbchen) eingesetzt. Im Jahr 1998 wurden dafür in Europa 40 Tonnen Moschus-Keton verarbeitet.

## Historisches
Der Chemiker und Fabrikdirektor Albert Baur hatte schon zuvor Nitroaromaten hergestellt, möglicherweise zunächst im Zusammenhang der Sprengstoffforschung. Nachdem er bemerkt hatte, dass das nitrierte Propylbenzol moschusartig duftet, hatte er die „Herstellung dieses künstlichen Moschus […] in allen Ländern patentirt“ und das Produkt vermarktet. Im Rahmen seiner weiteren Forschungen entdeckte er das Moschus-Keton; er veröffentlichte dies im Jahr 1898. Auch das seit 2014 in der EU verbotene Moschusxylol, das ebenfalls im Tonnenmaßstab eingesetzt wurde, ist von Baur entdeckt worden.

## Darstellung
Moschus-Keton kann aus Butylxylol erhalten werden, indem dieses mit Acetylchlorid zunächst in das 4-tert-Butyl-2,6-dimethylacetophenon überführt wird. Daraus erhält man das Moschus-Keton durch Nitrieren mit Salpetersäure bei 0 °C.

## Sicherheitshinweise
Bei Moschus-Keton besteht der Verdacht auf krebserzeugende Wirkung.